# Servicio Andorrano de Atención Sanitaria
El Servicio Andorrano de Atención Sanitaria (SAAS), en catalán y oficialmente Servei Andorrà d'Atenció Sanitària, es una entidad pública responsable de proveer la mayor parte de la asistencia sanitaria a Andorra por delegación del Ministerio de Salud. Gestiona el Hospital Nuestra Señora de Meritxell, once centros de atención primaria y un centro sociosanitario . El SAAS se creó el 1.986 y tiene la misión de prestar servicios sanitarios a toda la población del país.

## Centros sanitarios
El SAAS gestiona los siguientes centros:
- El Hospital Nuestra Señora de Meritxell, el único de Andorra, situado en Las Escaldas-Engordany.
- El Centro de Atención Primaria de Canillo.
- El Centro de Atención Primaria de Encamp.
- El Centro de Atención Primaria del Pas de la Casa.
- El Centro de Atención Primaria de Ordino.
- El Centro de Atención Primaria de La Massana.
- El Centro de Atención Primaria La Sardana, en Andorra la Vieja.
- El Centro de Atención Primaria de Andorra la Vieja.
- El Centro de Atención Primaria de Santa Coloma.
- El Centro de Atención Primaria de San Julián de Loria.
- El Centro de Atención Primaria de Las Escaldas-Engordany.
- El Centro de Atención Primaria Fiter i Rossell, en Las Escaldas-Engordany.
- El Centro sociosanitario El Cedro, de atención a personas mayores o discapacitadas, en Andorra la Vieja.